# República da Novogárdia
A República da Novogárdia (em latim: Ducatus Novogardiensis ou Ducatus Novogardiae Magnae; em russo: Новгородская Республика, Novgorodskaya respublika) foi um antigo Estado eslavo da Idade Média, que se estendia do mar Báltico até os montes Urais, entre os séculos XII e XV. Novogárdia Magna era a capital do país. Pouco se sabe acerca da antiga terra da Novogárdia. O período da república, entre 1136 e 1478, no entanto, possibilitou diversos relatos históricos, e por isso, a existência de uma nação na cidade é considerada somente nesse intervalo.

## História

### Centro mercantil da Europa Oriental
A cidade de Visby, na Gotlândia, funcionava como o principal centro mercantil no Báltico, antes da Liga Hanseática. Os mercadores de Visby logo estabeleceriam feiras na região da Novogárdia, dando-lhe o nome de Gotenhof, em 1080. Mais tarde, na primeira metade do século XIII, mercadores alemães também estabeleceram seus postos comerciais na Novogárdia, que por eles era chamada de Peterhof. Por volta do mesmo período, em 1229, mercadores germânicos na Novogárdia passaram a receber privilégios, permitindo que eles lá se fixassem, estabelecendo um mercado seguro na região.

### A república
Em 1136, os moradores da Novogárdia depuseram o príncipe Usevolodo Mistislavic. A data é vista como o início da República da Novogárdia. A cidade então pôde eleger e demitir diversos príncipes no decorrer de dois séculos, mas o poder e status monárquicos nunca foram abolidos, dando origem a vários príncipes poderosos, como o mítico herói russo Alexandre Névski, que podiam governar a cidade sem se preocupar com as opiniões dos cidadãos. A província era também governada por uma assembleia, chamada vetche. A cidade controlava a maior porção do nordeste europeu, de terras ao leste da atual Estônia até os montes Urais, fazendo da Novogárdia um dos maiores Estados da Europa medieval, apesar da baixa população e falta de organização política nas terras ao norte e ao leste do Ladoga e do Onega.
Uma das figurais locais mais importantes era o chamado posadnik, um oficial eleito pela vetche entre candidatos da aristocracia da cidade. Os tisiatski, originalmente os chefes das forças militares, que mais tarde ganhariam poder e influência para se tornarem lideranças comerciais e judiciais, também eram eleitos pela assembleia. O Arcebispo da Novogárdia era outra figura importante, que compartilhava poder com os boiardos.

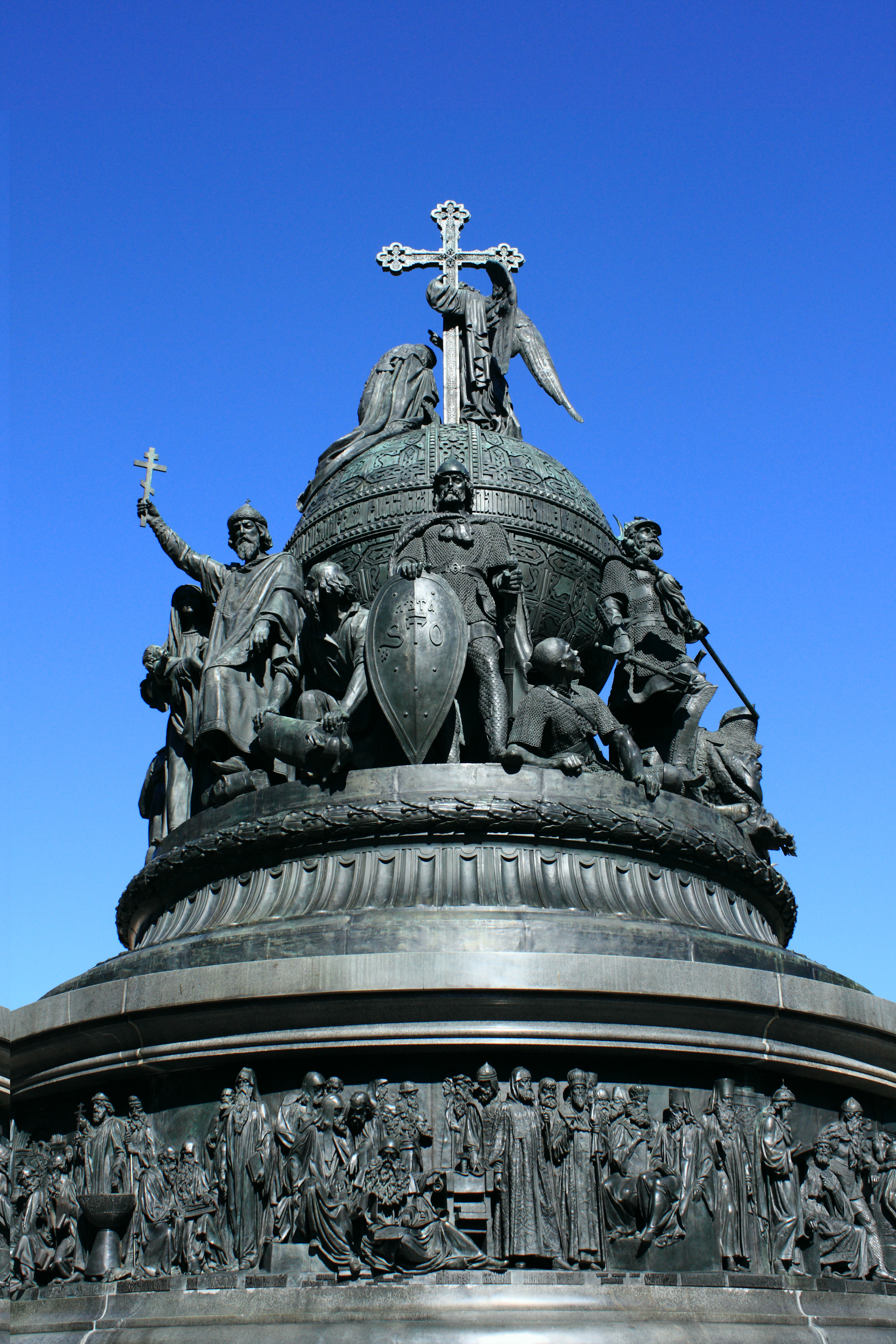
Monumento em celebração ao milênio da Rússia, localizado na cidade de Novogárdia Magna

Ao passo que a estrutura básica dos diversos cargos oficiais e da própria vetche podem ser ilustrados, a constituição política da cidade ainda permanece desconhecida. Os boiardos e arcebispos governavam as cidades juntos, mas onde terminava o poder de um e começava o do outro é incerto. O príncipe, apesar de ter seu poder reduzido a partir do século XII, era representado por seu namestnik, que tinha papel importante como comandante militar, legislador e jurista. A exata composição da vetche também é incerta. O historiador Vasili Kliutchevski, por exemplo, sempre afirmou a orientação democrática da vetche por natureza, enquanto os estudiosos modernos, como Valentin Ianin e Alexander Khoroshev, a vêem como uma "democracia deturpada", controlada por uma elite poderosa.
No século XIII, Novogárdia, enquanto não se tornava um membro da Liga Hanseática, era o entreposto mais oriental da Liga, sendo a fonte de uma grande quantidade de peles luxuosas, como de zibelinas, arminhos, raposas, marmotas e esquilos.
Com o decorrer da Idade Média, a cidade floresceu culturalmente. Um grande número de escrituras foram achadas em escavações, sugerindo um alto nível de educação, ainda que tais dados sejam incertos. Foi em Novogárdia que o mais velho livro escrito em uma língua eslava, o Codex, foi encontrado. Algumas das crônicas russas mais antigas foram escritas nos gabinetes dos arcebispos, que promoveram a iconografia e a construção de templos. O mercador da Novogárdia, Sadko, tornaria-se um dos mais conhecidos heróis do folclore russo.
Durante as aventuras dos nômades, Novogárdia nunca foi conquistada pelos mongóis. Quando se aproximava da cidade, o exército mongol retornou, não por medo da cidade propriamente, mas sim pelo fato de os comandantes mongóis temerem as regiões pantanosas da Novogárdia. Entretanto, os príncipes da Moscóvia, notavelmente Ivã I, que atuavam como xerifes da Horda de Ouro, coletando impostos das províncias vizinhas, não aceitavam os pagamentos da Novogárdia.

### Guerras contra Moscóvia
Antes da queda da cidade entre 1132 e 1169, uma crise de sucessão na Moscóvia interrompeu os planos de submeter aquela região na época que Novogárdia estava em ascensão. Apesar disto, a queda da cidade foi o resultado de sua ineficiência em satisfazer a sua grande população, tornando-a dependente da província de Vladimir-Susdália, principalmente com relação à demanda por trigo. As principais cidades vizinhas, como Moscou e Tuéria, passaram a usar essa dependência para ganhar influência sobre Novogárdia. Posteriormente, Ivan III, o Glorioso anexou a cidade à Moscóvia, em 1478, dando início ao processo de unificação russa, o primeiro passo para a formação da Rússia moderna. Na época da anexação, Novogárdia era a terceira maior cidade russa, com cerca de 25 a 30 mil habitantes, por volta de 1550, até a fome da década de 1560 e o Massacre de Novogárdia, em 1570. No massacre, Ivã, o Terrível saqueou a cidade, executando milhares de seus habitantes e deportando a nobreza e elite mercante da cidade para Moscou, Iaroslávia e outras regiões do país.